# Гайдарский, Милко
Милко Гайдарский (болг. Милко Трилов Гайдарски; 18 марта 1946, София — 23 декабря 1989, София) — болгарский футболист, игравший на позиции защитника. Мастер спорта (1969).
Играл за софийские клубы «Спартак» и «Левски». Трижды становился чемпионом Болгарии в составе «Левски» (1969/70, 1973/74, 1976/77), пять раз — обладателем Кубка Болгарии (1967/68 — «Спартак», 1969/70, 1970/71, 1975/76, 1976/77 — «Левски»). Всего в высшей болгарской лиге провёл 341 матч, забил 7 мячей (за «Спартак» — 155 матчей, 4 года, за «Левски» — 186 матчей, 3 гола). В еврокубках за «Левски» сыграл 22 матча, забил 1 мяч (в Кубке чемпионов — 4 матча, в Кубке кубков — 9 матчей, 1 гол, в Кубке УЕФА — 8 матчей).
За сборную Болгарии сыграл 30 матчей. Участник чемпионата мира 1970 года, серебряный призёр Летних Олимпийских игр 1968 года.
Выпускник института физкультуры и спорта имени Георгия Димитрова. Награждён серебряным орденом труда (1968).